# Ruhla
Ruhla település Németországban, azon belül Türingiában. Lakosainak száma 5254 fő (2023. december 31.). Ruhla Waltershausen, Bad Liebenstein, Moorgrund, Marksuhl, Wutha-Farnroda és Seebach községekkel határos.

## Fekvése
Eisenachtól délkeletre fekvő település.

## Története

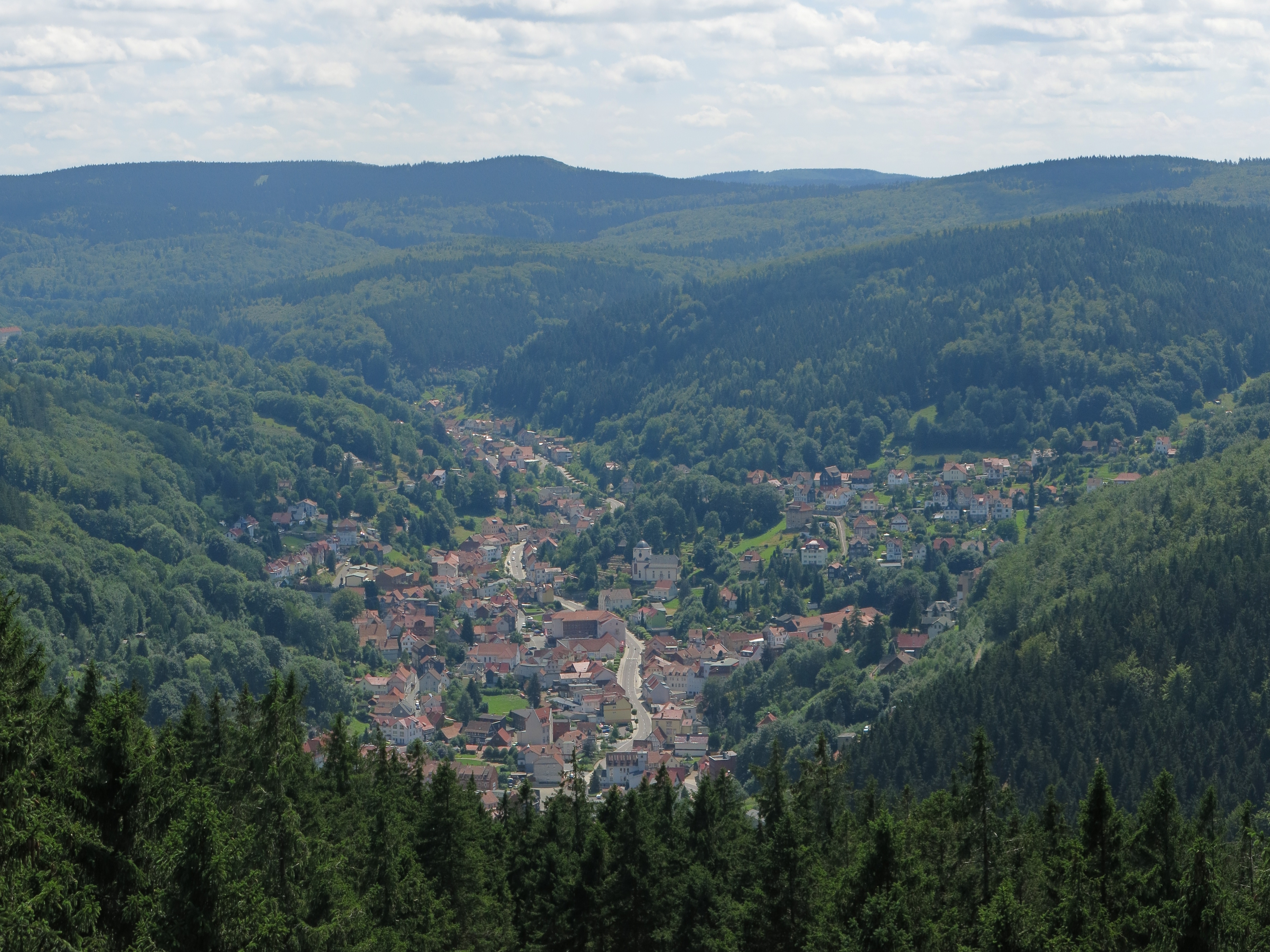
Ruhla látképe

Nevét először 1161-ben említették először abban a híres legendában, amely a "ruhlai kovács csodálatos cselekedeteiről" szólt.
A helység lakossága az itteni adottságokat kihasználva vasérc-megmunkálással, fegyverkovácsolással foglalkozott, majd később a pipakészítés vált jellegzetes iparággá.
Ez utóbbi a 19. században tette ismertté a várost, mely iparágakhoz a 20. században az óragyártás is csatlakozott.
Ruhla üdülőhely jellege már a 18. század végén kialakult, melyet ásványtartalmú forrásainak köszönhetett.
Ipari termelése jelentős.

## Nevezetességek
- Szentháromság templom (St. Trinitatis) - 1682-1686 között épült egyhajós, barokk épület. Figyelemre méltó a gothai Schloss Friedensteinből származó szószéke.
- Szent Concordia-templom (St. Concordia) - 1660-1661 között épült barokk stílusban. Itt található a ruhlai kovács cselekedeteit ábrázoló üvegmozaik ablakok.
- Helytörténeti múzeuma - egy 1600 körül épült favázas épületben található. A vasmegmunkálásról szolgál érdekes tudnivalókkal.

## Galéria

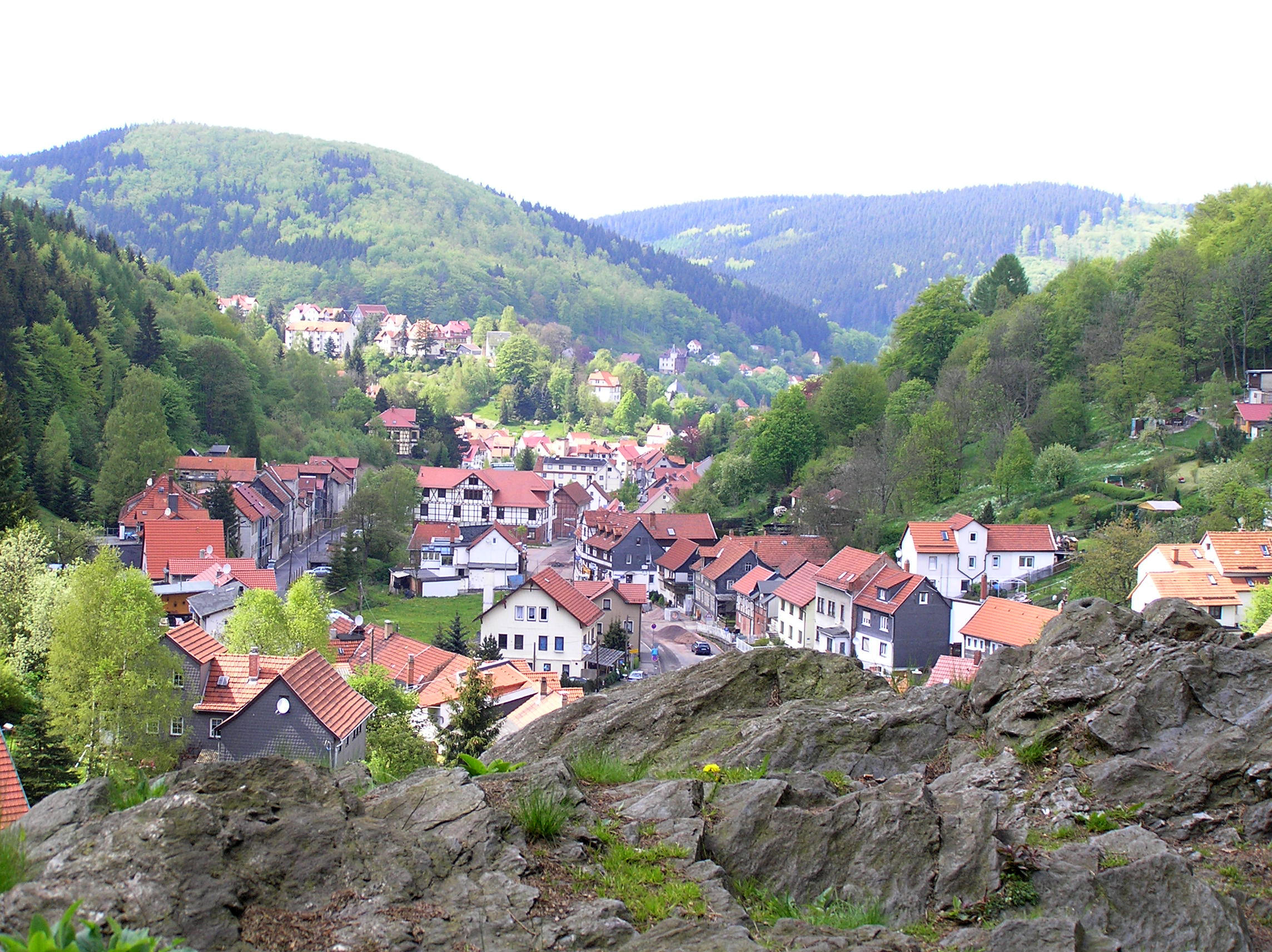
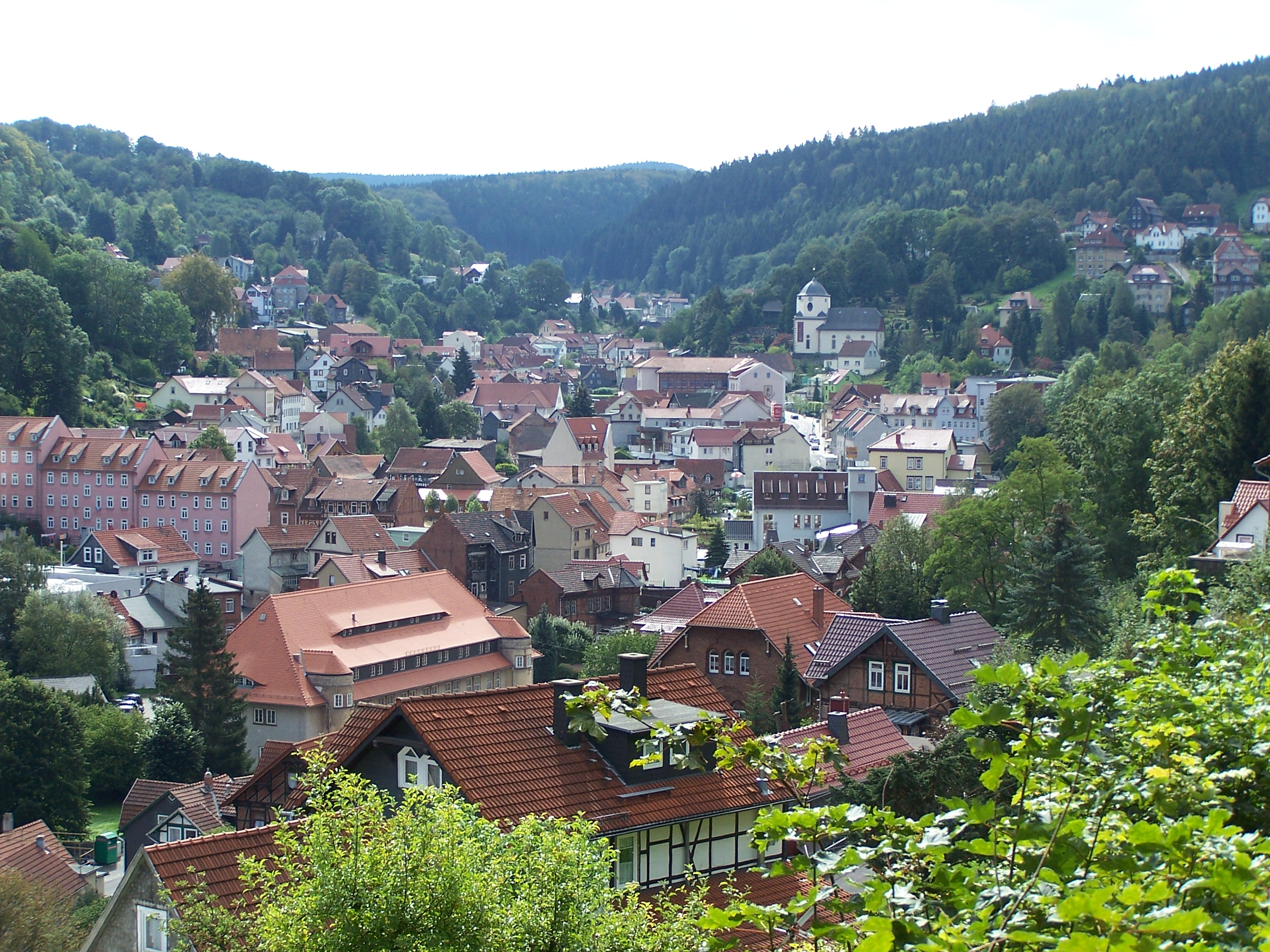
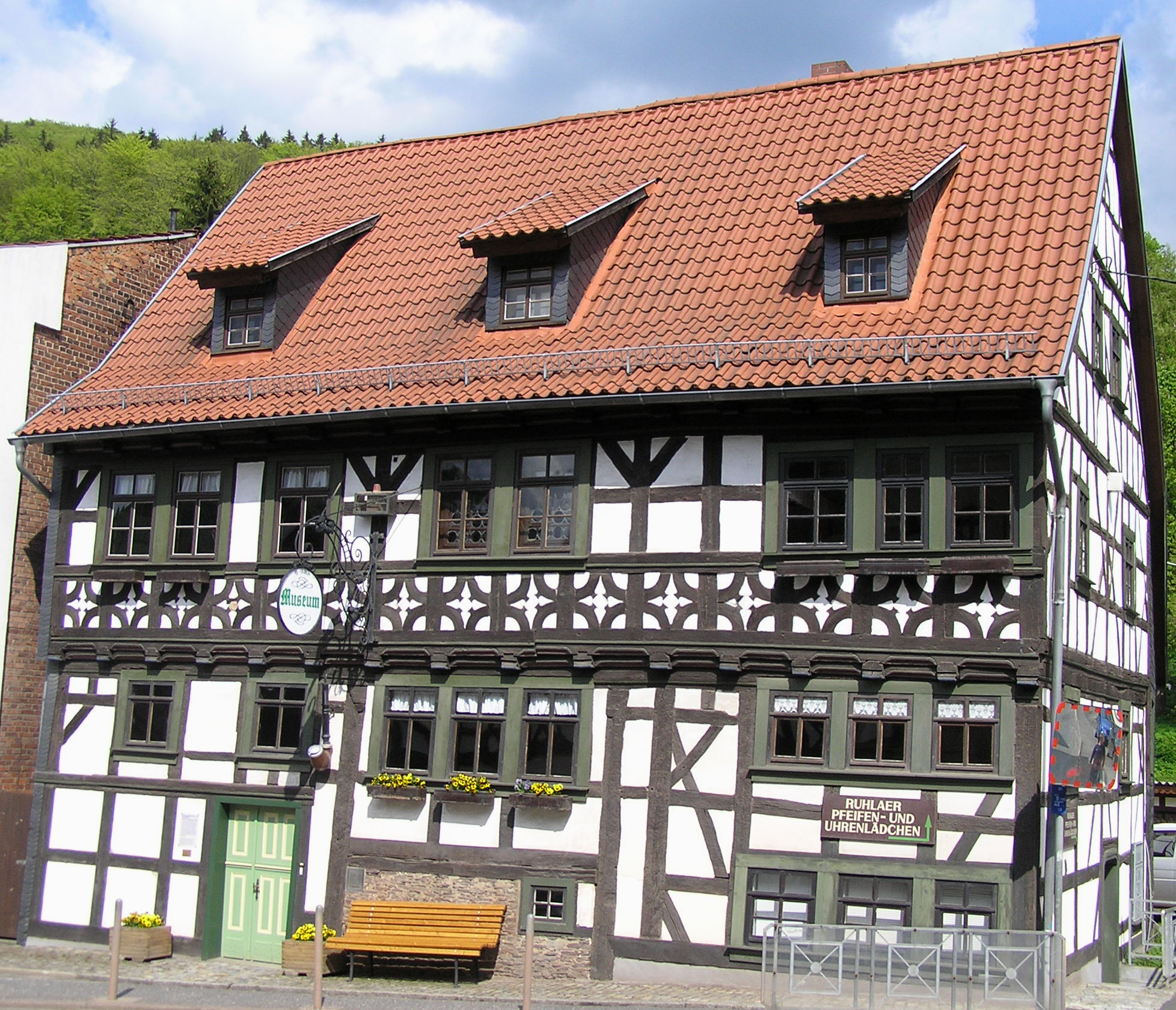
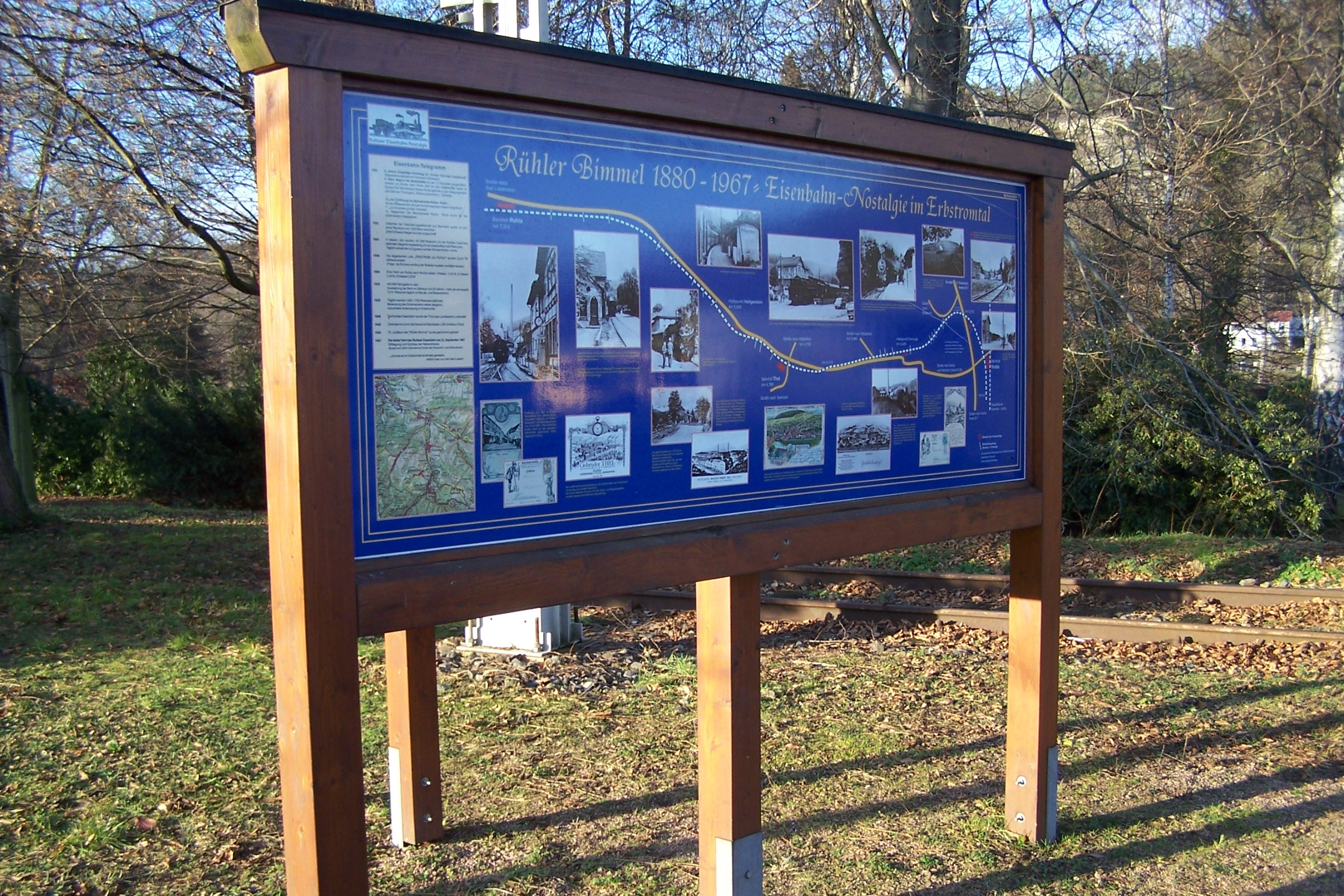
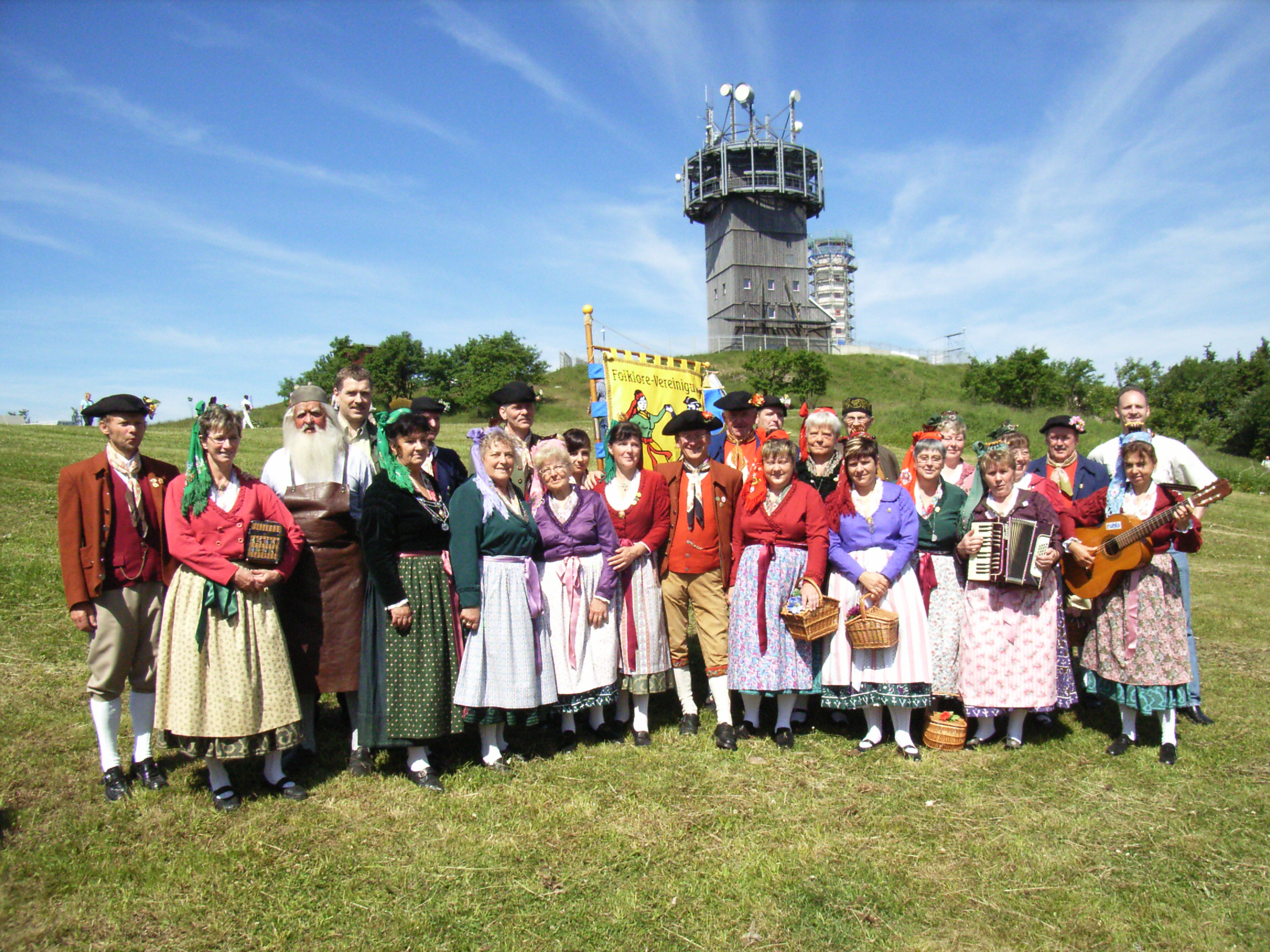
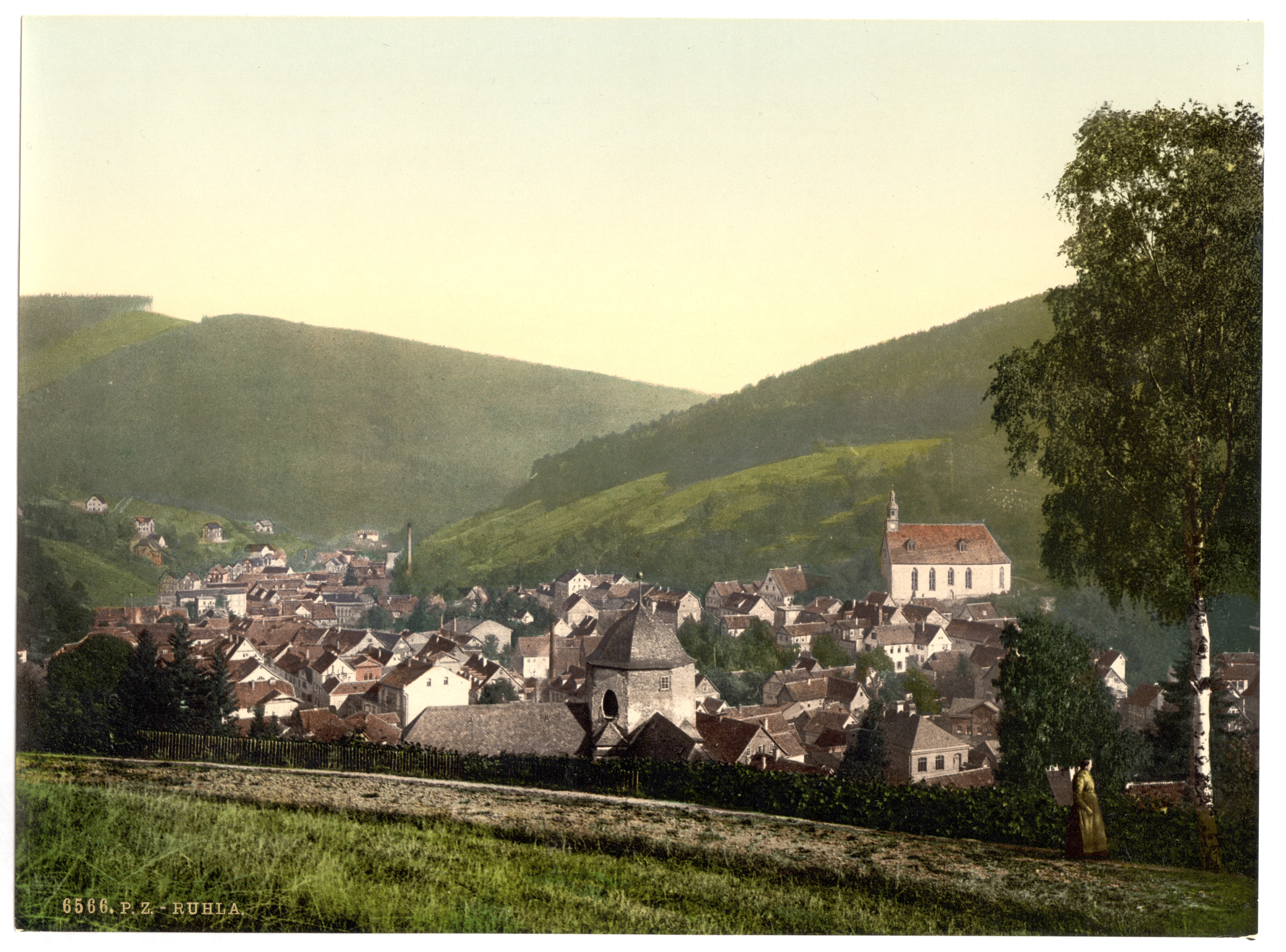

## Népesség
A település népességének változása:
| Lakosok száma | 5557 | 5540 | 5352 | 5273 | 5254 |
|               | 2017 | 2019 | 2021 | 2022 | 2023 |